# Obelia irregularis
Obelia irregularis är en nässeldjursart som beskrevs av John Fraser 1943. Obelia irregularis ingår i släktet Obelia och familjen Campanulariidae. Inga underarter finns listade i Catalogue of Life.